# Eubelum gabonensis
Eubelum gabonensis is een pissebed uit de familie Eubelidae. De wetenschappelijke naam van de soort is voor het eerst geldig gepubliceerd in 1976 door Ferrara & Schmalfuss.